# Charles Daudelin
Charles Daudelin (Granby 1er octobre 1920 – Kirkland 2 avril 2001) est un sculpteur, un peintre et un dessinateur québécois.
Il s'affirma comme pionnier dans l’intégration de l’art à l'espace public. Il créa plusieurs œuvres publiques ainsi que les trophées des galas québécois Les Masques et la Soirée des Jutra. Il s’est adonné aussi à la confection de marionnettes avec son épouse, Louise Daudelin.

## Biographie
Daudelin suivit des cours de dessin à Granby, puis déménagea en 1939 à Montréal où il travailla pour l'orfèvre Gilles Beaugrand, un ami d'enfance de Paul-Émile Borduas. Alors qu'il travaillait toujours pour Beaugrand, il s'inscrivit aux cours du soir à l'École du meuble où il eut Elzéar Soucy et Paul-Émile Borduas comme professeurs. Il s'inscrivit en 1941 aux cours réguliers de l'École du meuble, qu'il suivit pendant deux ans.
En mai 1943, il prit part, lui et 22 autres artistes de moins de trente ans dont plusieurs élèves de Borduas à l'École du meuble, à l'exposition des Sagittaires à la Dominion Gallery, organisée par Maurice Gagnon, critique d'art, bibliothécaire et professeur à l'École du meuble, et qui constituerait un jalon dans l'histoire du mouvement automatiste. Daudelin y exposa plusieurs œuvres, dont des sculptures. En septembre 1943 à Granby eut lieu la première exposition solo de Daudelin, également organisée par Maurice Gagnon.
C'est en 1946 qu'il épousa Louise Daudelin, avant de partir en France, avec une bourse française du ministère des Affaires étrangères. Durant les années suivantes, il pratiqua son art, participa à plusieurs expositions.
En 1999, un film sera consacré à son travail, soit Charles Daudelin : des mains et des mots.
Tout au long de sa prolifique carrière, il continuera à créer dessins, sculptures et autres œuvres. Il s'éteindra à Kirkland le 2 avril 2001. Ses funérailles se tiendront quelques jours plus tard au sein de la chapelle de la Basilique Notre-Dame, à Montréal (la Chapelle Sacré-Cœur). C'était le lieu tout choisi, puisque Daudelin y avait créé le retable, présent devant l'autel de la chapelle.

## Œuvres publiques
- 1966-1975 :  Jointures en aluminium à la station Mont-Royal 1966 et des grandes grilles sculpturales à la station Langelier 1975 dans le métro de Montréal
- 1976-1984 :  Œuvres au square Viger à Montréal : Agora 1976 et Mastodo 1984
- 1980-1982 Retable de la chapelle Sacré-Cœur de la basilique Notre-Dame de Montréal
- 1984 Embâcle, une sculpture-fontaine sur la Place du Québec à Paris
- 1997 : 1 + 1 = 1, sculpture à l'angle de la Promenade des Premiers-Ministres et de la rue de La Chevrotière à Québec.
- 1999 : Éclatement II, sculpture-fontaine en face de la Gare du Palais à Québec
- 1999 : Cinétique boréale, une sculpture installée dans le parc Stewart (Centre culturel Stewart Hall) à Pointe-Claire, sur l'île de Montréal.

Le Passage du 2 avril, veut rappeler la date de sa mort. Elle est installée devant l'ancien hôtel de ville de Kirkland. Elle fut vendue à la ville plusieurs années avant la mort de l'artiste, mais ne fut installée qu'après le décès de son créateur et devait initialement s'appeler uniquement "Le Passage". 
Cependant, sa dernière œuvre inaugurée, c'est « Phare » sur les bords du lac Boivin à Granby, soit le 31 octobre 2010. L'artiste avait conçu cette sculpture spécialement pour être installée dans sa ville natale (cf. La Voix de l'Est et la plaque apposée devant la sculpture, au parc Daniel Johnson, à Granby). L'oeuvre a longtemps été installée sur le terrain des Daudelin, à Kirkland. 
Daudelin a aussi créé plusieurs œuvres à caractère religieux, dont l'aménagement complet de la chapelle de la résidence Notre-Dame–de-la-Providence à Montréal.
Un film a été créé en son honneur en 1998, par le réalisateur Richard Lavoie, Charles Daudelin, Des mains et des mots nous montre l'homme derrière l'artiste.

## Salle Daudelin au MNBAQ
Le Musée national des beaux-arts du Québec (MNBAQ)  a présenté une exposition de l’œuvre de Charles Daudelin du 18 juin 2009 au 13 juin 2011. À la suite des salles dédiées aux peintres Jean-Paul Riopelle, Jean Paul Lemieux et Alfred Pellan, la salle Daudelin a permis de constater la contribution de cet artiste à l’histoire des arts visuels au Québec en présentant quelque 35 œuvres issues de la collection du musée.

## Maison Charles-Daudelin
Le 29 décembre 2024, son ancienne maison et son studio à Kirkland est détruit par un incendie,. 

## Œuvres

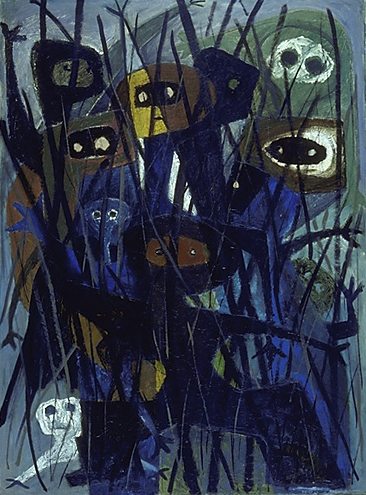
La Brousse, 1954-1958, huile sur panneau de fibre de bois.
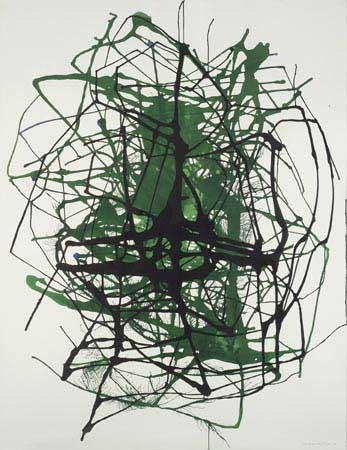
Circuit 5, 1994, encre sur papier.
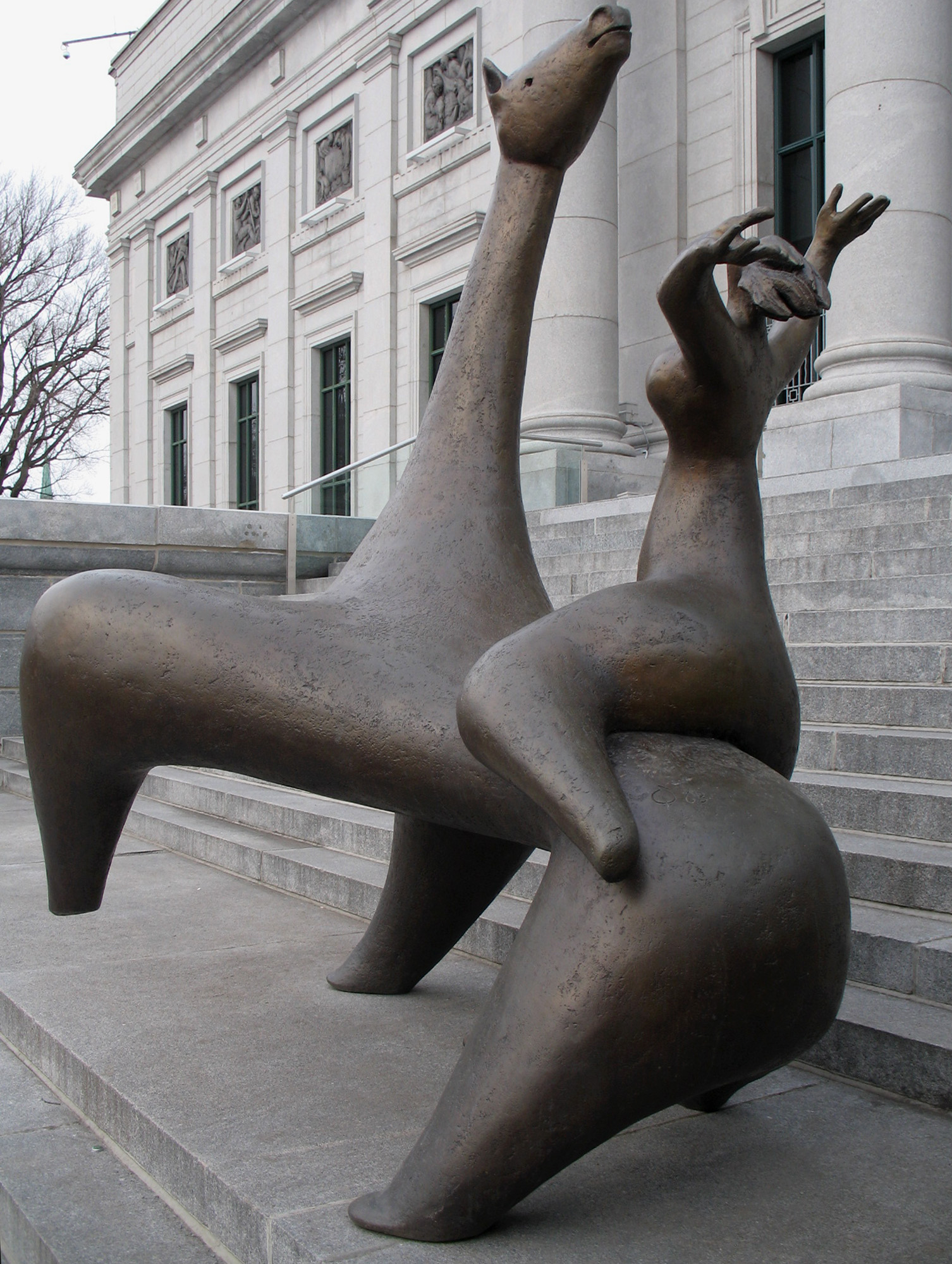
La Cavalière, 1963. Sculpture installée devant le pavillon Gérard Morisset du Musée national des beaux-arts du Québec à Québec.
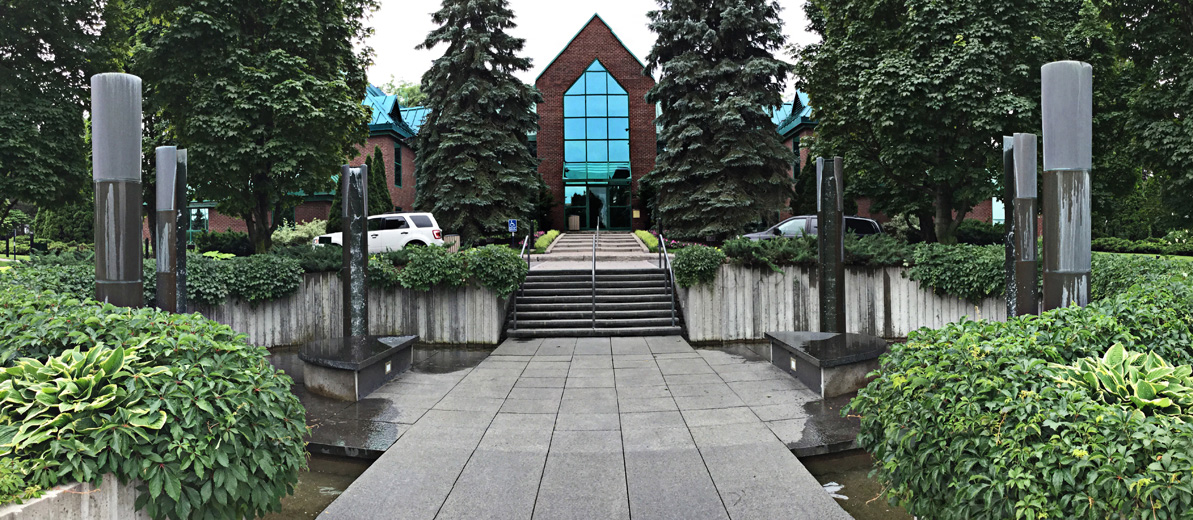
Vue panoramique de la sculpture-fontaine Passage du 2 avril devant l'hôtel de ville de Kirkland.

## Distinctions
- 1964 - Prix Lynch-Staunton
- 1972 - Reçu membre de l’Académie royale des arts du Canada
- 1973 - Prix d'excellence de l'IRAC
- 1981 - Prix Louis-Philippe-Hébert
- 1985 - Prix Paul-Émile-Borduas
- 1998 - Grand Officier de l'Ordre national du Québec